# Jabloň
Jabloň (em húngaro: Tótalmád) é um município da Eslováquia, situado no distrito de Humenné, na região de Prešov. Tem 11,86 km² de área e sua população em 2018 foi estimada em 398 habitantes.

## Demografia
| Ano:        | 1994 | 2004   | 2014   | 2024    |
| ----------- | ---- | ------ | ------ | ------- |
| Broj ljudi: | 476  | 455    | 420    | 374     |
| Razlika:    |      | -4,41% | -7,69% | -10,95% |

| Ano:               | 2023 | 2024   |
| ------------------ | ---- | ------ |
| Número de pessoas: | 378  | 374    |
| Diferença:         |      | -1,05% |